# La Boum
La Boum is een Franse film van Claude Pinoteau die werd uitgebracht in 1980.
Sophie Marceau verscheen in deze tragikomedie voor het eerst op het grote scherm en dit op 14-jarige leeftijd. De film was de grootste kaskraker van 1980 in Frankrijk. Die immense bijval werd herhaald in de vervolgfilm La Boum 2 (1982), eveneens geregisseerd door Pinoteau.

## Samenvatting
Vic is een scholiere van 13 jaar die haar tijd verdeelt tussen het lyceum en haar schoolvriendinnen, haar ouders François en Françoise, en haar overgrootmoeder Poupette. Ze kan vooral terecht bij Poupette, haar favoriete vertrouwenspersoon, want haar ouders hebben het heel vaak te druk met hun carrière of met hun relationele problemen. Wanneer een ex-minnares van François opnieuw opduikt krijgt Françoise daar lucht van. Dan gaan de poppen aan het dansen. Françoise zoekt meer en meer contact met de leraar Duits van Vic, zogezegd om over de onvoldoendes van haar dochter te praten. Vic denkt alleen maar aan haar eerste fuif waarvoor ze moeizaam de toelating heeft gekregen. Op dat feestje ontmoet ze Mathieu, een jongen van haar lyceum die een jaar ouder is. De twee jongeren beginnen een relatie buiten het weten van Vics ouders om. Poupette's raadgevingen en medeplichtigheid helpen haar het leven te ontdekken ... 

## Rolverdeling
| Acteur                | Personage                        |
| --------------------- | -------------------------------- |
| Claude Brasseur       | François Beretton                |
| Brigitte Fossey       | Françoise Beretton               |
| Sophie Marceau        | Vic Beretton                     |
| Denise Grey           | Poupette                         |
| Jean-Michel Dupuis    | Étienne                          |
| Dominique Lavanant    | Vanessa                          |
| Bernard Giraudeau     | Éric Lehman, de leraar Duits     |
| Jacques Ardouin       | de vader van Raoul               |
| Evelyne Bellego       | Éliane                           |
| Richard Bohringer     | Guibert                          |
| Jean-Claude Bouillaud | de vader op de Boum              |
| Micheline Bourday     | de journalist van VSD            |
| Florence Brunold      | de zwangere vrouw                |
| Jean-Pierre Castaldi  | meneer Bressac, de leraar Engels |
| Robert Dalban         | Serge                            |